# Дорнах (Золотурн)
Дорнах (нем. Dornach, алем. нем. Dornech(t)) — коммуна в Швейцарии, окружной центр, находится в кантоне Золотурн.
Входит в состав округа Дорнек. Население составляет 6190 человек (на 31 декабря 2007 года). Официальный код — 2473.
Известен благодаря расположенному в городе Гётеануму — всемирному центру Антропософского движения.

## Персоналии
- Штеффен, Альберт (1884—1963) — швейцарский поэт, художник, драматург и романист.